# Caproni Ca.10
Il Caproni Ca.10 fu il decimo modello di aeroplano progettato e costruito dal pioniere dell'aviazione trentino Gianni Caproni. Si trattava di un monoplano monomotore caratterizzato da una configurazione moderna, con elica traente e impennaggi in coda. Simile al Caproni Ca.9 da cui era derivato, se ne differenziava principalmente per il fatto di essere un biposto anziché un monoposto.

## Storia del progetto e tecnica
Il Caproni Ca.10 derivava dal Ca.9, a sua volta basato sulla configurazione monoplana che Gianni Caproni aveva introdotto per la prima volta a bordo dei suoi aeroplani con il Ca.8, dopo gli esperimenti svolti con la serie da Ca.1 a Ca.6 (il Ca.7 venne progettato, ma non realizzato).

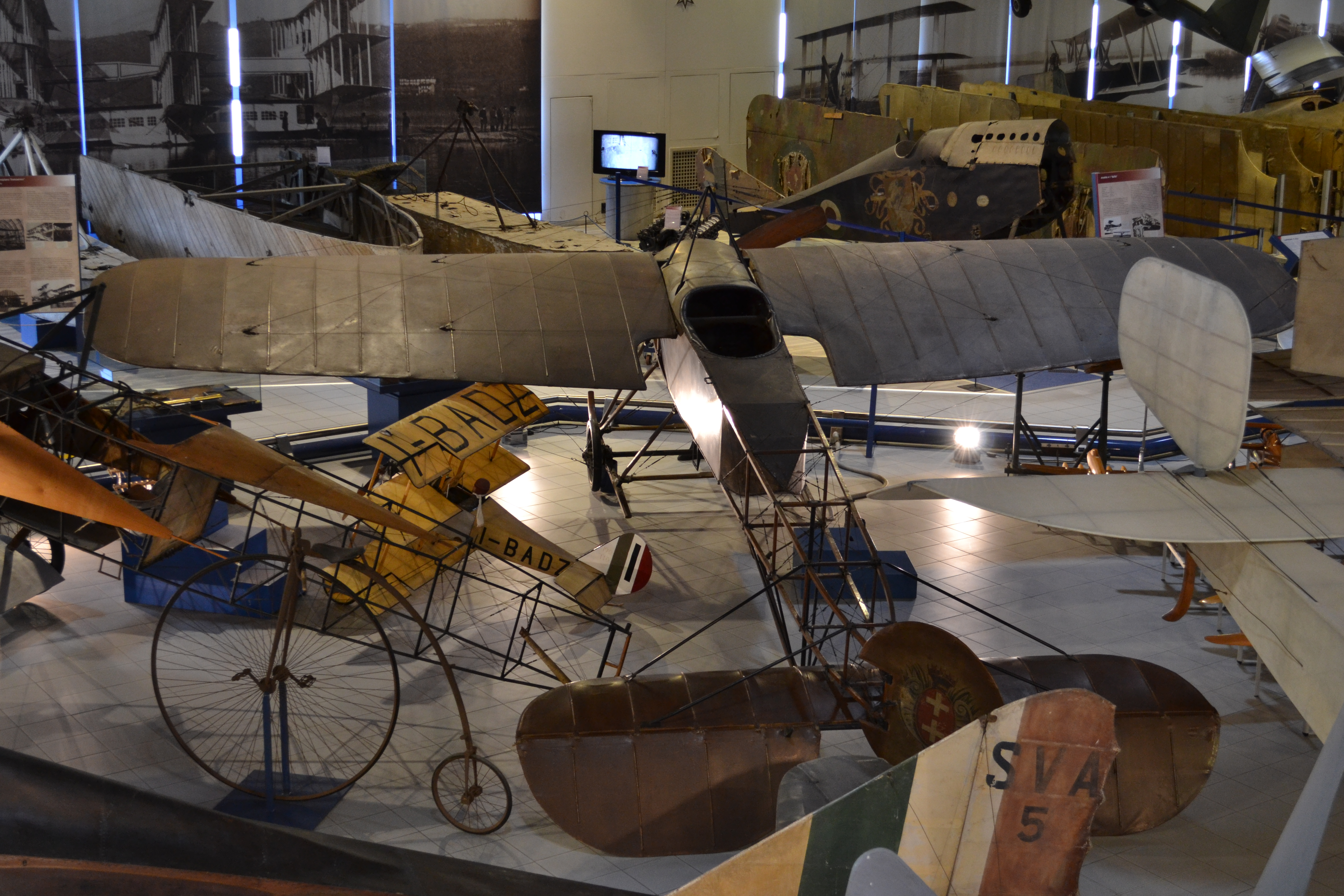
Il Caproni Ca.9, dal quale il Ca.10 era derivato, è conservato presso il Museo dell'Aeronautica Gianni Caproni di Trento.

Il Ca.10 venne realizzato nel 1911. Dal al Ca.9, a partire dal quale era stato sviluppato, esso si differenziava essenzialmente per il fatto di essere un velivolo biposto. Un secondo seggiolino destinato a un passeggero era stato infatti alloggiato in uno spazio ricavato, sacrificando le dimensioni del serbatoio di carburante, al di sotto della cabane (ossia della struttura che reggeva i tiranti di rinforzo delle ali), a prua del posto di pilotaggio.